# Lluís Puig
Lluís Puig i Gordi (Terrassa, 18 de outubro de 1959) é um diretor artístico, dançarino, músico e político espanhol. 

## Biografia

### Trajetória política
Em 2011, assumiu o cargo de Diretor-Geral da Cultura Popular da Secretaria de Cultura, cargo que ocupou até a sua nomeação como Ministro. Puig também foi responsável pelo setor de cultura do Partido Democrático Europeu Catalão. Foi nomeado Ministro da Cultura em 5 de julho de 2017, em substituição a Santi Vila. Ele ocuparia o cargo até 28 de outubro de 2017, quando foi demitido pelo Governo espanhol, em aplicação do artigo 155 da Constituição espanhola de 1978, como colaborador na organização do referendo de independência da Catalunha. Dias depois, em 30 de outubro de 2017, exilou-se em Bruxelas com o presidente Carles Puigdemont e três outros ministros do governo regional, Clara Ponsatí, Antoni Comín e Meritxell Serret, onde reside até hoje.
Nas eleições para o Parlamento da Catalunha em 2017, foi eleito deputado na lista do Juntos pela Catalunha. Renunciou ao cargo de deputado em 28 de janeiro de 2018, por não poder exercer pessoalmente seu voto no Parlamento. Em agosto de 2020, um tribunal em Bruxelas decidiu que um mandado de prisão europeu, emitido contra Puig pelas autoridades espanholas, não poderia ser executado. Em 7 de janeiro de 2021, os tribunais belgas decidiram novamente contra a ordem europeia de prisão emitida pelo Supremo Tribunal de Espanha para tentar julgá-lo por sedição.
Em 2021, foi eleito como deputado do Parlamento da Catalunha pela circunscrição de Barcelona.